# Ruiny kościoła św. Piotra i Pawła w Sobocie
Ruiny kościoła św. Piotra i Pawła w Sobocie – pozostałości po wybudowanej w II tercji XIII wieku (przytaczana jest również poł. XV wieku) średniowiecznej świątyni, zrujnowanej w 1945 w Sobocie, w województwie dolnośląskim, w powiecie lwóweckim, w gminie Lwówek Śląski. Wokół ruin kościoła znajduje się pozostałość po przykościelnym cmentarzu.

## Historia
Pierwsze wzmianki o kościele pochodzą z 1212 roku, kiedy to ufundowano dzwon. Świątynia została najprawdopodobniej zbudowana z inicjatywy rycerza von Ryme. W roku 1330 kościół przejęły magdalenki z Nowogrodźca, ale w 1349 r. popadły w spór z księciem świdnicko-jaworskim na tle obsady probostwa. W 1467 kościół otrzymał dzwon wykonany przez Jacoba Kannengisera z Legnicy. W 1525 roku mieszkańcy, którzy przeszli na protestantyzm przejęli kościół, a pastorem został ks. Hiller. W tej sytuacji magdalenki sprzedały kościół radzie Lwówka za 100 dukatów. Mieszczanie z pobliskiego Lwówka Śląskiego, właściciele miejscowych kopalń złota, przez wieki sprawowali nad świątynią opiekę, czego wyrazem było nadanie magistratowi lwóweckiemu prawa patronatu w 1540 roku.
Kościół kilkakrotnie przebudowywano: w XV wieku nadano mu formy gotyckie, w 1571 przeprowadzono restaurację. W 1611 r., od uderzenia pioruna, kościół częściowo spłonął. W 1619 w Sobocie osiedlili się szwenkfeldyści, mieszkający tam aż do 1726. W 1654 kościół zwrócono katolikom. Po pożarze wywołanym uderzeniem pioruna w 1670 roku odbudowano go w latach 1701–1708. Z tego okresu pochodzi dobudowana kruchta z barokowym portalem.
Podczas II wojny światowej, w 1945 roku, świątynia została zbombardowana przez Armię Czerwoną, gdyż Niemcy urządzili w wieży punkt obserwacyjny. Od tamtej pory pozostaje w ruinie. W 2012 roku przeprowadzono prace porządkowe i zabezpieczające z inicjatywy Starostwa Powiatowego w Lwówku Śląskim.

## Architektura

### Sytuacja i otoczenie
Kościół usytuowany jest na wzgórzu, w północnej części wsi Sobota, naprzeciwko nowego kościoła, przy skrzyżowaniu lokalnych dróg powiatowych. Otoczony jest wysokim, obronnym murem z kamienia łamanego, który przypomina bardziej mury warowni niż ogrodzenie sakralne. Przy południowym wejściu znajduje się budynek bramny, a wokół świątyni rozciąga się dawny cmentarz.

### Układ i bryła
Świątynia była orientowana, jednonawowa, z korpusem zbliżonym do kwadratu, prostokątnym prezbiterium oraz czworoboczną wieżą od zachodu. Od południa przylegały do niej: kaplica grobowa oraz dobudowana w 1701 roku kruchta z barokowym portalem. Do prezbiterium przylegała prostokątna zakrystia. Całość posiadała sklepienie sieciowe w prezbiterium, być może gwiaździste w nawie.
Zachowały się fragmenty murów: północnej i południowej ściany nawy, ściany prezbiterium ze szczytem, zakrystia, dolna część wieży oraz zachodni mur kaplicy. Część portali, okien i sklepień jest dobrze zachowana i świadczy o wysokiej klasy warsztacie kamieniarskim.

### Materiał i detale architektoniczne
Kościół zbudowano z kamienia piaskowcowego, z użyciem ciosów w narożach i piaskowcowych obramień okien i portali. Tynki pokrywały zarówno wnętrze, jak i elewacje. W zakrystii zachowało się sklepienie beczkowe, a w kruchcie – pełny gotycki portal uskokowy z bogatym profilowaniem.
Okna były ostrołukowe, z fazowanymi lub uskokowymi ościeżami. W prezbiterium znajdowały się wieloboczne wsporniki podtrzymujące sklepienie.

## Wyposażenie i detale
Do dziś zachowało się niewiele wyposażenia. Najbardziej interesującym elementem jest późnobarokowe epitafium z końca XVII wieku, przedstawiające kobietę i mężczyznę w strojach dworskich oraz grupę klęczących dzieci u ich stóp. Do lat 90. XX wieku na murach kościoła i kaplicy znajdowało się siedem kamiennych, całopostaciowych płyt nagrobnych z lat 1584–1619 – zostały one rozkradzione.
W południowej ścianie nawy znajduje się ciekawy detal w kształcie wimpergi z trójliściem. W okolicach ruin natrafić można również na fragment płyty z rytem miecza, co może sugerować obecność rycerzy – uczestników wypraw krzyżowych.

## Cmentarz
Wokół ruin, na powierzchni 0,25 ha, znajduje się dawny cmentarz, na którym zachowały się pojedyncze nagrobki sprzed 1945 roku, w tym interesujący pomnik jeńców z I wojny światowej – Rosjanina i Polaka (Wizenti Krulik i Fiedor Zigankow). Pomnik nosi ślady dewastacji, podobnie jak inne elementy nekropolii.

## Współczesność
Obecnie teren ruin jest częściowo zabezpieczony. Kruchta oraz budynek bramny posiadają zadaszenie, co świadczy o trosce o zabytek i możliwych planach jego rewitalizacji. Mimo licznych zniszczeń, obiekt stanowi istotne świadectwo historii regionu i wartościowy zabytek architektury romańsko-gotyckiej z elementami baroku.